# Florian Maitre
Florian Maitre (* 3. September 1996 in Meudon) ist ein französischer Radsportler.

## Sportliche Laufbahn
Florian Maitre stammt aus einer Radsportfamilie; sowohl sein Vater wie auch sein Großvater waren Radsportler. Sein Urgroßonkel war Maurice Perrin, der bei den Olympischen Spielen 1932 in Los Angeles gemeinsam mit Louis Chaillot die Goldmedaille im Tandemrennen gewann.
Maitre wuchs in Clamart auf und begann dort im Alter von sieben mit dem Radsport. 2014 wurde er zweifacher französischer Junioren-Meister auf der Bahn, im Punktefahren und in der Mannschaftsverfolgung. 2016 errang er zwei Titel als Europameister: in der Elite sowie in der U23. Bei den U23-Europameisterschaften gewann er zudem mit Benjamin Thomas Silber im Zweier-Mannschaftsfahren. Auch gewann er diverse nationale Straßenrennen.
2017 wurde Florian Maitre zweifacher französischer Meister, im Punktefahren sowie in der Mannschaftsverfolgung. Bei den Bahneuropameisterschaften im selben Jahr in Berlin holte er zwei Titel: in der Mannschaftsverfolgung mit Thomas Denis, Corentin Ermenault, Louis Pijourlet und Benjamin Thomas und gemeinsam mit Thomas im Zweier-Mannschaftsfahren.

## Erfolge

### Bahn
2016
- Europameister – Mannschaftsverfolgung (mit Thomas Denis, Corentin Ermenault und Benjamin Thomas)
- U23-Europameister – Mannschaftsverfolgung (mit Thomas Denis, Corentin Ermenault und Benjamin Thomas)
- U23-Europameisterschaft – Zweier-Mannschaftsfahren (mit Benjamin Thomas)

2017
- Europameister – Zweier-Mannschaftsfahren (mit Benjamin Thomas), Mannschaftsverfolgung (mit Thomas Denis, Corentin Ermenault, Louis Pijourlet und Benjamin Thomas)
- Französischer Meister – Punktefahren, Mannschaftsverfolgung (mit Thomas Denis, Aurélien Costeplane und Clément Davy)

2019
- Französischer Meister – Mannschaftsverfolgung (mit Thomas Denis, Louis Pijourlet, Valentin Tabellion und Donavan Grondin), Zweier-Mannschaftsfahren (mit Donavan Grondin)

### Straße
2018
- Bergwertung Tour du Maroc